# Чампа
Чампа (в'єт. Chăm Pa, Chiêm Thành) — держава (об'єднання князівств), що існувала в VII — XVII століттях на території сучасного центрального і південного В'єтнаму, спадкоємиця відомого з II століття князівства Ліньї (Lin-yi або Lâm Ấp). Досягнувши розквіту в X — XI століттях, Чампа в наступні століття зазнала з півночі навали в'єтів (Дайв'єт); близько 1470 року було завойоване головне місто Чампа, Віджайя, а в кінці XVII століття — останнє князівство Чампа, Пандуранга, стало васалом В'єтмионгських імператорів. 1832 року Дайв'єт поглинув останні території того, що було Чампою. Найважливіші збережені пам'ятки культури Чампа — «Чамські вежі» в Мішоні (знаходяться в списку світової спадщини) і вежі Понагар в Нячангі.

## Географія
Ядро колишньої території Чампа — прибережні провінції сучасного центрального В'єтнаму: Біньдінь, Біньтхуан, Куангнам, Куангнгай, Кханьхоа, Ніньтхуан і Фуєн. Чампа контролювала гірські провінції на захід від узбережжя і території сучасного Лаоса, але чами, основна народність Чампа, залишалися приморським, торговим народом і рідко селилися далеко від берега. Чампа утворювали 5 прибережних князівств, назви яких пов'язані з індійськими витоками культури народу чам:
- Індрапура — з центром у нинішньому Данангі. Включала Хюе, стародавній центр князівства Ліньї.
- Амаравати — з центром в сучасному Хойані (провінція Куангнам).
- Віджайя — археологічний пам'ятник Чабан (в'єт. Chà Bàn) за 27 км на північний захід Куїнона (провінція Біньдінь).
- Каутхара — нині місто Нячанг (провінція Кханьхоа).
- Пандуранга — нині Фанранг-Тхапчам (провінція Ніньтхуан).

Головні міста князівств завжди розташовувалися в гирлах річок.

## Історія Чампи
Історики Чампи спираються в дослідженнях на три типи джерел: збережені предмети матеріальної культури, написи на пам'ятниках і спорудах, письмові джерела китайського та в'єтнамського походження. Джерела з історії кожного князівства неповні; так, в Індрапурі добре збереглися джерела X століття, в Віджайї — XII століття, в Пандуранзі, найвіддаленішої від в'єтнамської держави і завойованною найпізніше загарбниками з півночі — XV століття. Усі дослідники визнають факт співіснування п'яти князівств, які по черзі зазнали періоди розквіту і занепаду, але щодо самої Чампи існують дві полярні теорії: на одному полюсі знаходяться прихильники єдиної держави, політичний центр якої мігрував з північних міст в південні, на іншому — прихильники теорії про конфедерацію самостійних князівств, що не мала єдиного центру.

### Доісторичні культури
В 1909 році археологи виявили в селі Са-Хюінь поховання I тисячоліття до н. е.; в наступні роки було виявлено близько п'ятдесяти подібних поховань. Культура Са-Хюінь володіла виробництвом бронзи, скла, гончарних виробів; вироби цієї культури були також виявлені на Тайвані і Філіппінах, що свідчить про розвинену морську торгівлі. У I—II століттях н. е. на узбережжі з'явилися власне чами — народ малайського походження, можливо, переселенці з Борнео.

### Ліньї

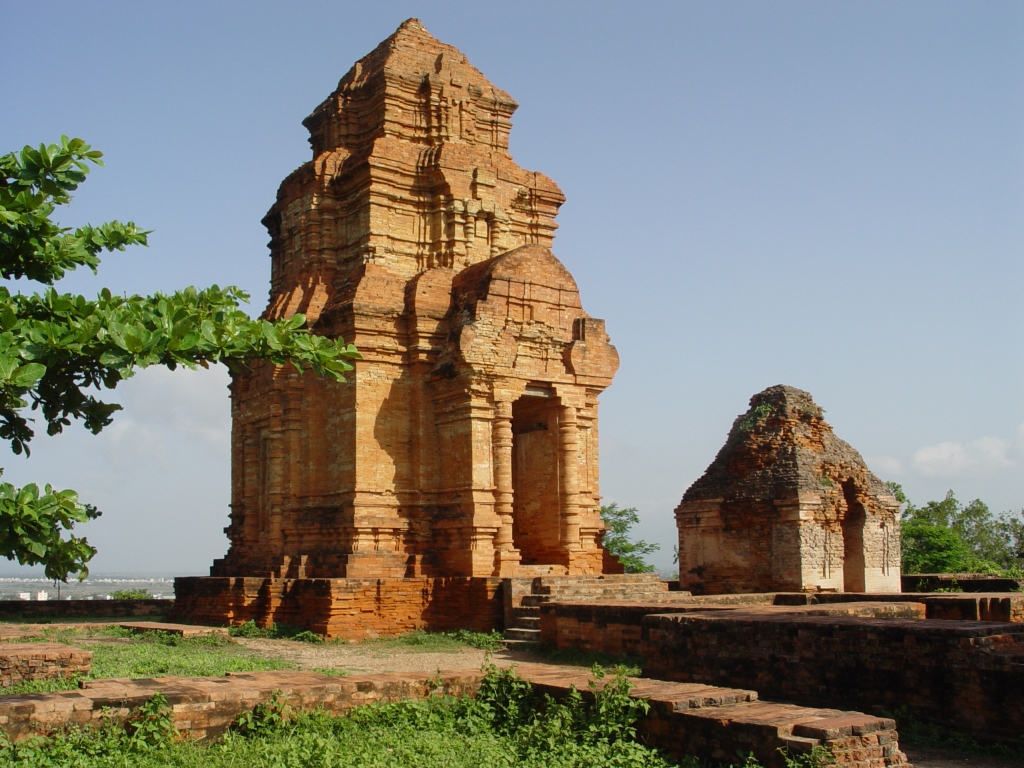
Найстарші споруди Чампи — «Чамські вежі» періоду Ліньї у міста Фантхьєт

Князівство Ліньї було засновано в 192 році н. е. в Хюе китайцями, що відкололися від імперії династії Хань, і зуміло відстояти свою незалежність від імперії. У III—IV століттях в результаті припливу переселенців з Індії в Хюе під впливом індійської культури на узбережжі зародилася нова культура — зародок Чампи, що підтверджується численними знахідками написів на санскриті і появою написів мовою чам. Згідно з цими записами, перший індуїстський князь на території Хюе, Бхадраварман I, правив в 349–361 роках, під ім'ям бога Бхадресвара він шанувався і в середньовічній Чампі.
Жителі Ліньї, за твердженням китайського хроніста, були «одночасно войовничими і музичними, з глибоко посадженими очіма, прямими носами і кучерявим чорним волоссям». У другій чверті VI століття князь Ліньї Сабхуварман зробив невдалий похід на територію в'єтів; в 605 році Ліньї було розгромлено військами династії Сунь, які вирізали військо Ліньї і захопили його столицю. 620 року мешканці того, що залишалося від Ліньї, визнали себе підданими Китаю династії Тан. Останній князь Ліньї загинув в 756 році, а назва «Чампа» вперше з'являється в китайських джерелах з 877 року.

### Розквіт VII—Xстоліть

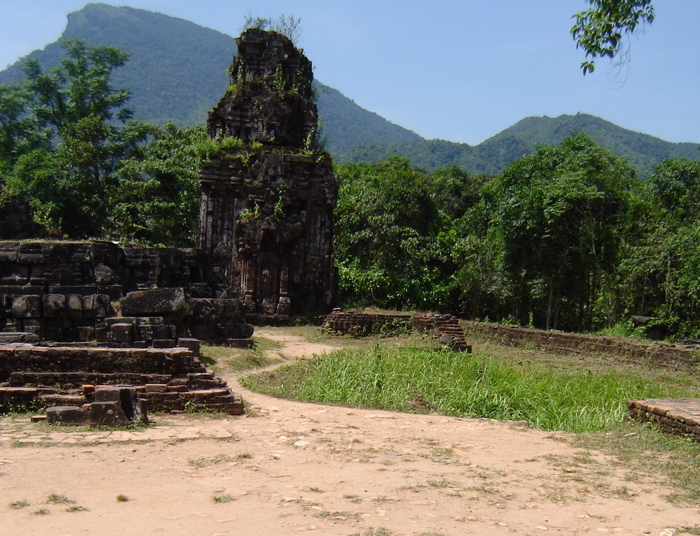
Пам'ятники Мішона. Праворуч — кратер від бомби часів В'єтнамської війни

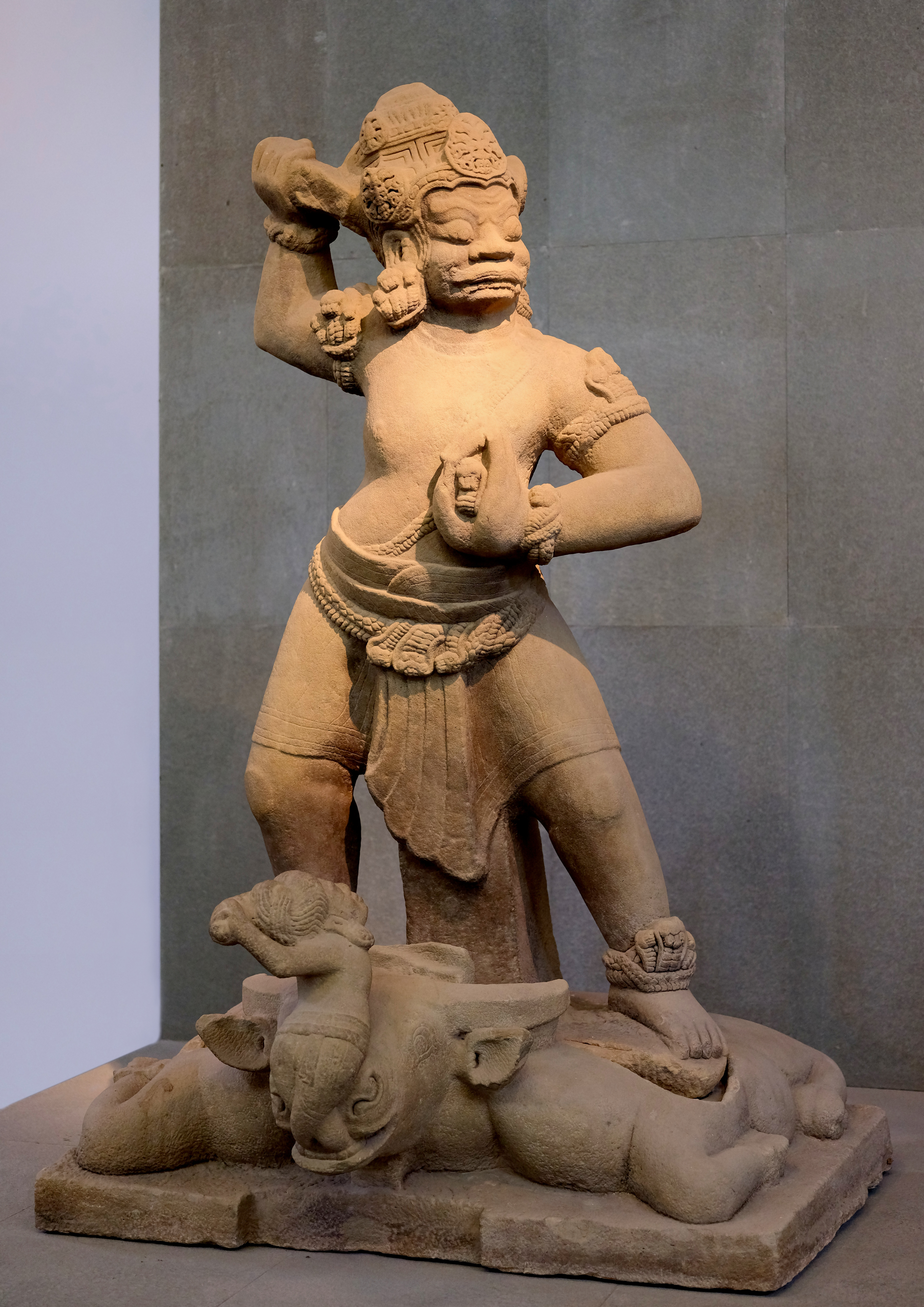
Статуя з Індрапури

Розквіт чамів VII—X століть був обумовлений їх контролем за морською торгівлею між Халіфатом, Китаєм, Індією та індонезійськими островами. чами і самі промишляли торгівлею, і не гребували піратством; сусідні народи — кхмери і північні в'єтнамці — в цей час ще не становили небезпеки. За чамськими легендами, правителі князівств належали до двох кланів: гірського, «чоловічого», і прибережного, «жіночого». Цей поділ можна спостерігати і сьогодні: з двох храмових комплексів двох династій один (Мішон) знаходиться в гірській ущелині, інший По Нагар) — біля моря.
Перші храми в Мішоні, який вважається центром ранньої Чамської держави, були збудовані у VII столітті; в цей час панував індуїстський культ Шиви. Цю культуру також називають «Мішон Е1», по імені особливо характерної споруди — підставки лінгама. В VIII столітті політичний центр Чампи перемістився з Мішона на південь, в Пандурангу і Каутарі; в цей час виникло храмове місто По Нагар на честь богині землі. 774 року Па Нагар був вперше розгромлений індонезійськими піратами і незабаром відновлений чамським царем Сатьварманом; в 787 році відбувся другий набіг, на храми Пандурангі.
В 875 році князь Індраварман II, який углубив свій рід до героя Махабхарати Бхрігу, об'єднав під своєю владою Чампу і кхмерів і заснував в Індрапурі нову («північну») династію. Він став першим чамським князем, який прийняв буддизм і розгорнув будівництво храмів буддистів. У наступні півстоліття розцвіла особлива культура буддистської скульптури, однак, починаючи з 925 року, історичні індуїстські культи взяли вгору, шляхи чамів і кхмерів знову розійшлися; в старому Мішоні відновилася будівля нових храмів (культура «Мішон А1»).
Іслам, з яким чами-торговці повинні були познайомитися ще на зорі Халіфату, проник в країну тільки в X столітті, проте масової релігією став тільки в XVI столітті.

### Усобиці з кхмерами X— XII століть

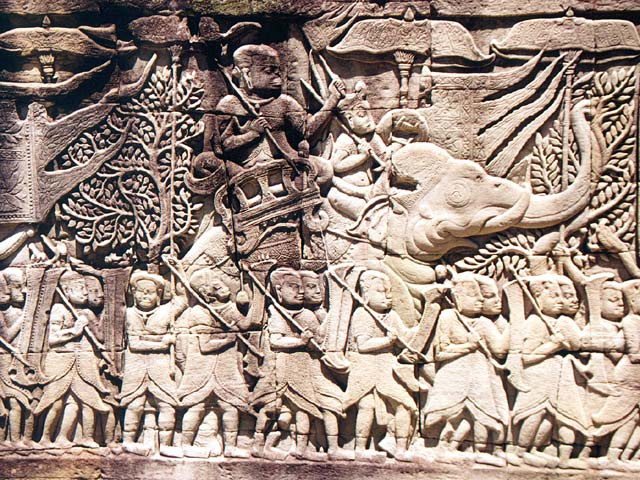
Похід кхмерів на Чампу. Рельєф з Ангкор-Вата

Історія Чампи X—XV століть багато в чому паралельна історії Камбуджадеша — держави кхмерів: вони досягли розквіту при династіях, заснованих в 875 і 877 роках, і після серії воєн (і з зовнішніми загарбниками, і між собою) розпалися протягом XV століття. Однак спочатку дві культури зіткнулися на полі брані в 944—945 роках, коли кхмери вторглися в князівство Каутарі. У 960—965 роках правителі Чампи і кхмерів зуміли дійти згоди, і кхмери повернули в Каутарі викрадені святині.
У другій половині X століття князі Індрапури воювали з Дайв'єтом, який був об'єднаний династією Дінь лише у 968 році. 979 року військовий флот Чампи був знищений штормом, а в 982 році в'єтмионгський правитель Ле Хоан розграбував Індрапуру, яка назавжди занепала; центр культурного і політичного життя Чампи перемістився на південь, в Віджайю.
Після зіткнень 1021 і 1026 років в'є зуміли захопити і Віджайю; князі Чампи погодилися платити данину Дайв'єту. 1065 року князь Чампи Рудраварман III повстав і був розгромлений в'єтами, які сплюндрували місто. Князь потрапив у полон і заплатив викуп власними землями. За цим була п'ятнадцятирічна смута в південних князівствах Чампи, знову об'єднаних в 1074 році за князя Харівармана IV. Цей правитель встановив мир з Дайв'єтом, але спровокував напад кхмерів. Двічі, в 1080 і в 1140-х роках (за часів Джая Харівармана I), вторгнення кхмерів ставили Чампу на межу зникнення; в 1177 році войовничий князь Чампи Джая Індраварман IV, домовившись про мир з в'єтами, побудував на Меконзі річковий флот і розгромив столицю кхмерів. 1181 року кхмери вигнали загарбників, а в 1190 році самі захопили Віджайю, а князь Джая Індраварман IV виявився бранцем в Ангкор-Ваті. Кхмери посадили правити Чампою маріонеткового князя, який зумів придушити громадянську війну і в підсумку оголосив себе незалежним правителем; він протримався до 1203 року, коли кхмери, придушивши опір, приєднали Віджайю до своєї держави.

### Нашестя XIII–XV століть

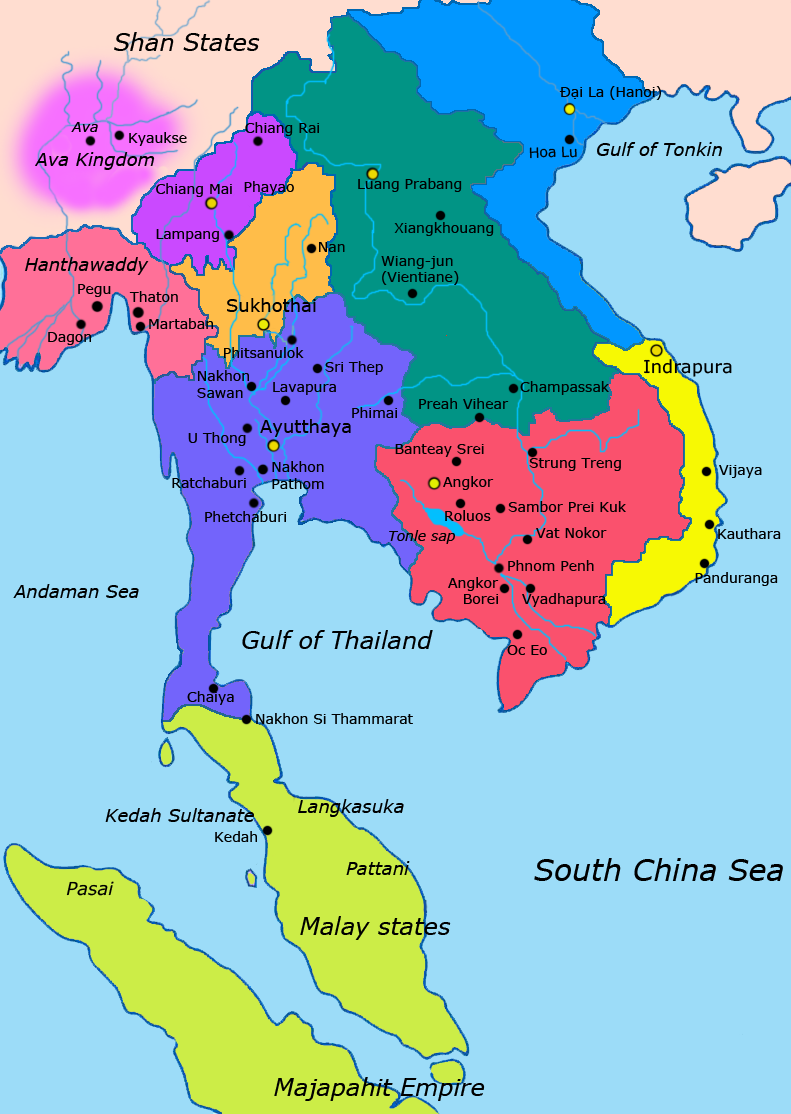
Південно-Східна Азія в 1400 році
темно-зелений: Лансанг
пурпурний: Ланна
помаранчевий: Сукхотай
фіолетовий : Аюттхая
червоний: Кхмерська імперія
жовтий: Чампа
блакитний: Дайв'єт

В 1282–1283 роках Віджайю розгромили монголи Хубілая, який правив у Пекіні; завдяки Дайв'єту, який перегороджував монголам шлях до Чампи і активно чинив опір їм, справа обмежилася лише одним морським набігом. Монголо-китайська армія Сагату переправилася в Чампу морем, в обхід Дайв'єта. Після тривалої облоги Віджайя впала, але здатні носити зброю чами пішли в гори. Посланий проти них загін монголів був винищений в засідці; у 1284 році монгольський воєначальник Хутухту був змушений укласти з Індраварманом V почесний мир і покинути країну.
Останнім сильним царем Чампи був Че Банг Нга, що правив в 1360–1390 роках, «Червоний цар» в'єтнамських легенд. Об'єднавши землі чамів, він здійснив ряд успішних походів на Дайв'єт, але в 1388 році був розгромлений в'єтнамцями під керівництвом Хо Кюї Лі.
У 1446 році в'єтнамці організували чергове вторгнення, знову захопивши Віджайю. Через рік чами вибили їх з міста, але в 1470–1471 роках в'єтнамці, зібравши потужну армію, придушили опір чамів і знищили Віджайю. Результатом розгрому стала перша масова еміграція чамів, які втекли на Філіппіни, острови Індонезії та Хайнань (див. Уцули).

### Васальне князівство

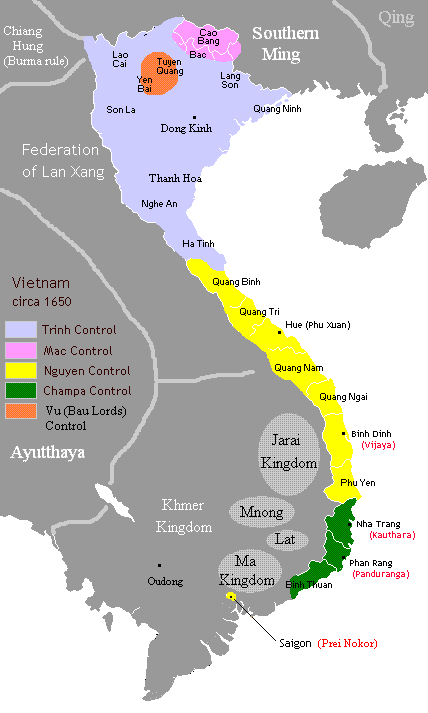
В'єтнам близько 1650 року. Автономне князівство Пандуранга відзначено зеленим кольором

До кінця XV століття від Чампи залишилося тільки південне князівство, Пандуранга, — васал В'єтнаму. Династія князів Пандуранги користувалася певною часткою незалежності як корисна для В'єтнама буферна держава. 1594 року загони Пандуранги брали участь у нападі Джохорського султана на Малакку. 1692 року князь Пандуранги відколовся від В'єтнаму; після невдалого початку, в 1695 році південці здолали в'єтнамців і прийшли до мирової угоди, яка закріпила автономію Пандуранги під владою Дайв'єта, що було підтверджено договором 1712 року, формально діяло до 1832 року.

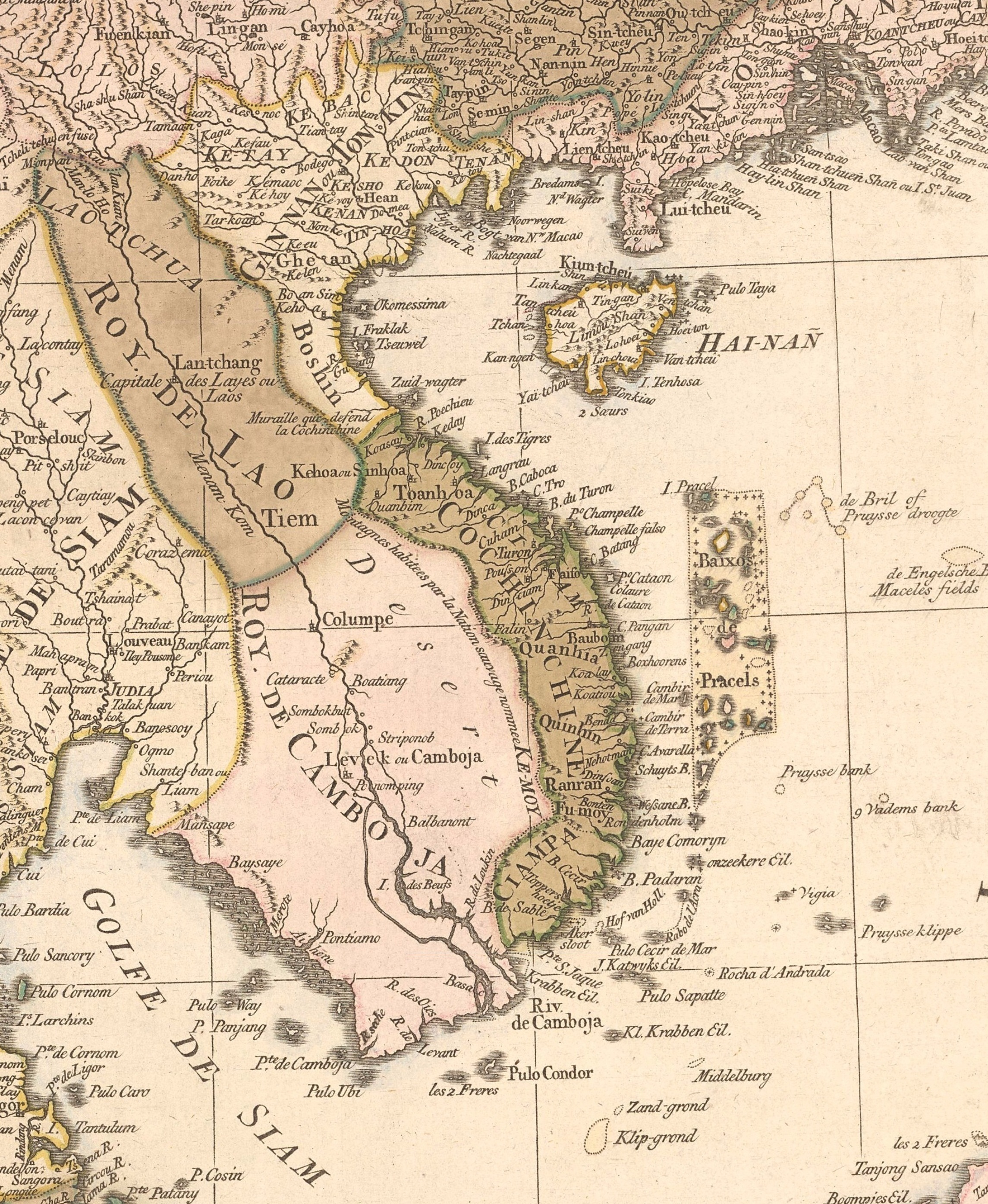
Карта Індокитаю XVIII століття, опублікована в Амстердамі біля 1760 року

У 1786 році в результаті громадянської війни у В'єтнамі правитель Пандуранги, який підтримав сторону, що програла, був змушений втекти до Камбоджі. В'єтнамці встановили контроль над князівством, знизивши князів до рангу намісників провінції. 1832 року в'єтнамський імператор остаточно ліквідував залишки самостійності Пандуранги, приєднавши її до власне В'єтнаму.